# Martin Ennals
Martin Francis Anthony Ennals (27. července 1927 Walsall – 5. října 1991 Saskatoon) byl britský ochránce lidských práv.
Vystudoval mezinárodní vztahy na London School of Economics a od roku 1951 byl zaměstnancem UNESCO. V letech 1960 až 1966 působil jako generální tajemník Národní rady pro občanská práva, angažoval se také v hnutí proti jihoafrickému apartheidu. V roce 1968 byl zvolen generálním tajemníkem Amnesty International. Za jeho působení se AI stala nejznámější lidskoprávní organizací, její rozpočet se zvýšil ze 17 000 na dva miliony liber a byla jí udělena Nobelova cena za mír a Erasmova cena. V roce 1978 Ennals získal Gándhího mírovou cenu. Odešel z funkce v roce 1980, později působil v organizacích HURIDOCS a International Alert. V roce 1987 byl zakladatelem Article 19, charitativní instituce zaměřené na obranu svobodného projevu. Zemřel na rakovinu během svého působení na University of Saskatchewan v Kanadě.
Jeho starší bratr David Ennals byl v letech 1976 až 1979 britským ministrem zdravotnictví.
V roce 1993 byla založena Cena Martina Ennalse pro obránce lidských práv, která je svým významem přirovnávána k Nobelovým cenám. Předává se každoročně v Ženevě a mezi jejími laureáty byli Harry Wu, Nataša Kandićová nebo Lidia Jusupovová.